# 社会经济地位
社會經濟地位（英語：Socioeconomic status，縮寫作SES），是經濟學和社會學綜合衡量一個人的工作經驗及個人或家庭對資源的經濟獲取和與他人相關的社會地位的綜合衡量指標。 在分析家庭的 SES 時，會檢查家庭收入、掙錢者的教育和職業以及綜合收入，而對於個人的 SES，僅評估其屬性。最近，研究揭示了 SES 的一個鮮為人知的屬性，即感知的財務壓力，因為它定義了“收入和必要支出之間的平衡”。 可以透過解讀一個人在每個月末是否擁有足夠、剛好或不夠的金錢或資源來測試感知到的財務壓力。 然而，SES 更常用於描述整個社會的經濟差異。
社會經濟地位通常分為三個級別（高、中和低），以描述一個家庭或個人可能落入的三個位置。將家庭或個人歸入這些類別之一時，可以評估三個變量（收入、教育和職業）中的任何一個或所有變量。
社會經濟水平較高的家庭的教育通常被強調的更為重要，無論是在家庭內部還是在當地社區。在貧困地區，食物、住所和安全是重中之重，教育可以退居次要位置。在美國，貧困社群中的青年尤其面臨許多健康和社會問題的風險，如意外懷孕、藥物濫用和肥胖等。
此外，低收入和低教育程度已被證明是一系列身心健康問題的有力預測因素，包括呼吸道病毒、關節炎、冠心病和精神分裂症等。這些問題可能是由於他們工作場所的環境條件造成的，或者在殘疾或精神疾病的情況下，可能是該人開始陷入社會困境的全部原因。

## 主要因素

### 收入
收入可以指月薪、报酬、利润、租金和其他任何所得。收入还可以包括失业补偿或工人补偿、社会保障、养老金、利息或红利、 版税、 信托、 赡养费或其它来自政府、 公众、 或家庭的财务援助。
收入可以包括两种意思，相对收入和绝对收入。“相对收入”猜想认为，个人或家庭的储蓄和消费与他（们）在社会上的相对收入有直接关系。即一个高收入的家庭一定有相对比较好的生活质量。经济学家约翰·梅纳德·凯恩斯则提出“绝对收入猜想”，他认为，收入和消费有一定关系，但增长率不一定完全一样。比如当一个家庭收入减少的时候，他们很可能用借债等方式维持生活质量，社会经济地位不一定下降。
基尼系数常用来衡量世界各地“收入不平等”的情况。吉尼系数为零意味着完全平等，为一则意味着完全不平等。在不平等的社会中，低收入家庭忙于应付眼下的生活需要，无法为下一代积累财富，从而增加不平等。高收入家庭则可以再满足生活需要的同时，享受奢侈品，并积累财富。

### 教育
教育程度对收入有直接影响。教育程度较高的人口收入中位数也比较高。统计数据显示，拥有专业训练收入較高。较高的教育程度意味着更好的经济和心理状态（即： 更多收入、更有控制力，更好的社会支持和人际关系）。
教育带来更好的就业机会，可以把人从较低的社会经济地位提升到较高的地位。安妮特·拉赫（Annette Lareau）提出协力培养的概念，指中产阶级的父母在子女教育和成长中采取主动的角色，他们给孩子提供系统的教育活动，通过亲子交流，培养孩子的权利意识。拉赫认为，较低收入的家庭不会有这么多时间用于交流，导致这些家庭的孩子有被强制管教的感觉。教育方式的不同使这两种家庭的孩子差距越来越大。最终结果是，比较富有的孩子更加了解自己的权利，更敢于争取，成人后获得的资源也更多，比低收入家庭的孩子更有优势。

### 职业
作为社会经济地位的考量标准之一，职业声望体现了个体的收入和受教育程度。社会地位较高的职业和岗位常常要求个体有一定教育程度，这些比较好的工作也能带来相应的收入。此外，工作内容体现出个体必备的技能。当职业被用来作为社会地位的衡量标准时，我们需要描述工作性质，看个体的决策能力和控制力，以及他对这个工作的心理依赖度。
通过分析人口普查、民意调查和各种机构的统计数据，我们可以给职业排名。最负盛名的职业是外科医生、電腦工程師, 律师, 銀行家。这些工作一般富有挑战性，从业者需要更高的工作技能和控制现场的能力，因此被视为高社会经济地位。一般被视为低社会经济地位的工作包括：工人、 服务员、 佣人。
对职业的分析有太多不确定因素，不同的职业也很难被比较，因此这是最难控制的衡量标准。有些机构用不同职业所需的工作技能含量来给工作排名，例如产业工人可以被分成非技术工人、技术工人和专业技术工人。每个职业所需的最低教育水平和所得收入也是衡量职业地位的标准。

## 其他因素

### 财富
财富可以指经济储备或固定资产。一套安全的后备资源可以衡量一个家庭应付紧急情况，或提供舒适生活的能力。财富是两代人之间的过渡，也是家庭的积累收入和储蓄。
收入、年龄、婚姻状况、家庭规模、宗教、职业和教育程度都与财产息息相关。
贫富差距和收入不平等一样，都是重要的社会问题。

## 参看
- 社会阶级
- 收入
- 雇佣
- 社会地位
- 社会阶层